# Chi Giác mộc
Chi Giác mộc hay còn gọi chi sơn thù du (danh pháp khoa học: Cornus) là một chi thực vật gồm khoảng 30–60 loài cây thân gỗ trong họ Cornaceae.
Tên gọi giác mộc được giải thích là gỗ của chúng cứng như sừng, thường có thể dùng làm dao găm hoặc mũi tên sát thương.

## Loài
- Cornus × acadiensis Fernald
- Cornus alba L.
- Cornus alternifolia L.f.
- Cornus amomum Mill.1
- Cornus × arnoldiana Rehder
- Cornus asperifolia Michx.
- Cornus austrosinensis W.P.Fang & W.K.Hu
- Cornus bretschneideri L.Henry
- Cornus canadensis L.
- Cornus capitata Wall.1
- Cornus chinensis Wangerin
- Cornus controversa Hemsl.
- Cornus darvasica (Pojark.) Pilip.
- Cornus disciflora Moc. & Sessé ex DC.
- Cornus drummondii C.A.Mey.
- Cornus excelsa Kunth
- Cornus eydeana Q.Y.Xiang & Y.M.Shui
- Cornus florida L.1
- Cornus foemina Mill.
- Cornus × friedlanderi W.H.Wagner
- Cornus glabrata Benth.
- Cornus hemsleyi C.K.Schneid. & Wangerin
- Cornus hongkongensis Hemsl.5
- Cornus iberica Woronow
- Cornus koehneana Wangerin
- Cornus kousa F.Buerger ex Hance2
- Cornus macrophylla Wall.1
- Cornus mas L.
- Cornus meyeri (Pojark.) Pilip.
- Cornus multinervosa (Pojark.) Q.Y.Xiang
- Cornus nuttallii Audubon ex Torr. & A.Gray
- Cornus oblonga Wall.
- Cornus officinalis Siebold & Zucc.
- Cornus oligophlebia Merr.
- Cornus papillosa W.P.Fang & W.K.Hu
- Cornus parvifloraS.S.Chien
- Cornus peruviana J.F.Macbr.
- Cornus quinquinervis Franch.
- Cornus racemosa Lam.
- Cornus rugosa Lam.
- Cornus sanguinea' L.3
- Cornus schindleri Wangerin1
- Cornus sericea L.1
- Cornus sessilis Torr.
- Cornus × slavinii Rehder
- Cornus suecica L.
- Cornus ulotricha C.K.Schneid. & Wangerin
- Cornus × unalaschkensis Ledeb.
- Cornus volkensii Harms
- Cornus walteri Wangerin
- Cornus wilsoniana Wangerin